# Tellina sandix
Tellina sandix är en musselart som beskrevs av Boss 1968. Tellina sandix ingår i släktet Tellina och familjen Tellinidae. Inga underarter finns listade i Catalogue of Life.